# Alexandra Wentworth
Alexandra Elliott Wentworth (Washington, 12 gennaio 1965) è un'attrice statunitense.

## Biografia
Figlia di Mabel "Muffie" Brandon Cabot, ex segretaria sociale della Casa Bianca durante l'amministrazione Reagan, e di Eric Wentworth, giornalista del Washington Post.
In gioventù frequenta la Dana Hall School per ragazze a New York.
Nel 1994 inizia la carriera di attrice, cimentandosi talvolta anche nella regia e nella produzione.
Nel 2001 sposa il giornalista George Stephanopoulos, ed è proprio il padre di Alexandra a celebrare le nozze.
Dal matrimonio sono nate due figlie, Elliott Anastasia (2002) e Harper Andrea (2005).

## Carriera
Dopo il suo esordio televisivo, Alexandra Wentworth è entrata a far parte del cast della popolare serie comica In Living Color, trasmessa dalla Fox tra il 1992 e il 1994. 
In quel contesto ha ottenuto visibilità grazie alle sue parodie di celebri personaggi pubblici come Cher, Amy Fisher, Hillary Clinton, la principessa Diana, Brooke Shields, Lisa Marie Presley, Sharon Stone e altri ancora. In seguito, è apparsa anche come inviata per il Tonight Show with Jay Leno e nel celebre talk show di Oprah Winfrey.
Nel 1995, ha interpretato il personaggio di Sheila, la fidanzata di Jerry Seinfeld, nell’episodio cult di Seinfeld intitolato The Soup Nazi.
Ha ricoperto inoltre un ruolo ricorrente nella serie Felicity, dove interpretava la superiore del personaggio principale. Nel 2003, è stata co-conduttrice del talk show Living It Up! with Ali & Jack, al fianco di Jack Ford.
Tra i suoi ruoli cinematografici più noti si annoverano le partecipazioni ai film Jerry Maguire, Office Space e È complicato. È stata protagonista della serie comica Head Case, trasmessa dalla rete Starz.
È apparsa come ospite anche nel programma NBC The Marriage Ref e ha condotto Daily Shot, una rubrica quotidiana di intrattenimento.

## Filmografia parziale

### Cinema
- Jerry Maguire, regia di Cameron Crowe (1996)
- Ancora più scemo (Trial and Error), regia di Jonathan Lynn (1997)
- Impiegati... male! (Office Space), regia di Mike Judge (1999)
- Chiamatemi Babbo Natale (Call Me Claus), regia di Peter Werner (2001)
- È complicato (It's Complicated), regia di Nancy Meyers (2009)
- Passione innocente (Breathe In), regia di Drake Doremus (2013)

### Televisione
- Hardball – serie TV, 9 episodi (1994)
- Il ritorno del maggiolino tutto matto (The Love Bug), regia di Peyton Reed - film TV (1997)
- Head Case - serie TV, 28 episodi (2007-2009)
- Blue Bloods - serie TV, episodio 4x02 (2014)
- Law & Order - Unità vittime speciali (Law & Order: Special Victims Unit) – serie TV, episodio 17x08 (2015)
- Nightcap - serie TV, 20 episodi (2016-2017)
- The Good Wife - serie TV, episodio 7x12 (2016)
- Will & Grace - serie TV, episodio 11x04 (2019)

## Doppiatrici italiane
Nelle versioni in italiano delle opere in cui ha recitato, Alexandra Wentworth è stata doppiata da:
- Rossella Acerbo in Jerry Maguire, Chiamatemi Babbo Natale
- Chiara Salerno in Ancora più scemo, E' complicato
- Claudia Razzi ne Il ritorno del Maggiolino tutto matto
- Giovanna Martinuzzi in Law & Order - Unità vittime speciali